# George Thomas (voetballer 1997)
George Stanley Thomas (Leicester, 24 maart 1997) is een Welsh-Engels voetballer die als middenvelder voor Queens Park Rangers FC speelt.

## Carrière
George Thomas speelde in de jeugd van Coventry City FC, waar hij op 28 januari 2014 zijn debuut in de League One maakte. Tot 2016 kwam hij weinig aan spelen toe, en in 2015 werd hij een paar maanden aan Yeovil Town FC verhuurd. In het seizoen 2016/17 werd hij in de loop van het seizoen een vaste basisspeler en won hij met Coventry de EFL Trophy. In 2017 vertrok hij transfervrij naar Leicester City FC, waar hij in zijn eerste seizoen driemaal op de bank in de Premier League zat, maar nooit in actie kwam. Het seizoen erna werd hij verhuurd aan Scunthorpe United FC. In het seizoen 2019/20 speelde hij alleen in het tweede elftal van Leicester, en in de tweede seizoenshelft werd hij aan ADO Den Haag verhuurd. Hij debuteerde voor ADO op 19 augustus 2020, in de met 2-0 gewonnen thuiswedstrijd tegen RKC Waalwijk. Hij speelde drie wedstrijden voor ADO, waarna de Eredivisie werd stopgezet vanwege de coronapandemie. Nadat zijn contract bij Leicester in 2020 afliep, vertrok hij naar Queens Park Rangers FC, waar hij een contract tot 2023 tekende.

### Statistieken
| Seizoen                        | Club                   | Land           | Competitie     | Competitie | Competitie | Beker | Beker | Overig | Overig | Totaal | Totaal |
| Seizoen                        | Club                   | Land           | Competitie     | Wed.       | Dlp.       | Wed.  | Dlp.  | Wed.   | Dlp.   | Wed.   | Dlp.   |
| ------------------------------ | ---------------------- | -------------- | -------------- | ---------- | ---------- | ----- | ----- | ------ | ------ | ------ | ------ |
| 2013/14                        | Coventry City FC       | Engeland       | League One     | 1          | 0          | 0     | 0     | 0      | 0      | 1      | 0      |
| 2014/15                        | Coventry City FC       | Engeland       | League One     | 6          | 0          | 0     | 0     | 1      | 0      | 7      | 0      |
| 2015/16                        | Coventry City FC       | Engeland       | League One     | 4          | 0          | 0     | 0     | 2      | 0      | 6      | 0      |
| 2015/16                        | → Yeovil Town FC       | Engeland       | League Two     | 5          | 0          | 0     | 0     | 0      | 0      | 5      | 0      |
| 2015/16                        | Coventry City FC       | Engeland       | League One     | 3          | 0          | 0     | 0     | 0      | 0      | 3      | 0      |
| 2016/17                        | Coventry City FC       | Engeland       | League One     | 28         | 5          | 1     | 0     | 7      | 4      | 36     | 9      |
| 2017/18                        | Leicester City FC      | Engeland       | Premier League | 0          | 0          | 0     | 0     | 0      | 0      | 0      | 0      |
| 2018/19                        | → Scunthorpe United FC | Engeland       | League One     | 37         | 3          | 2     | 0     | 1      | 0      | 40     | 3      |
| 2019/20                        | Leicester City FC      | Engeland       | Premier League | 0          | 0          | 0     | 0     | 0      | 0      | 0      | 0      |
| 2019/20                        | → ADO Den Haag         | Nederland      | Eredivisie     | 3          | 0          | 0     | 0     | –      | –      | 3      | 0      |
| 2020/21                        | Queens Park Rangers FC | Engeland       | Championship   | 3          | 0          | 0     | 0     | 0      | 0      | 3      | 0      |
| Carrièretotaal                 | Carrièretotaal         | Carrièretotaal | Carrièretotaal | 90         | 8          | 3     | 0     | 11     | 4      | 104    | 12     |
| Bijgewerkt op 21 november 2020 |                        |                |                |            |            |       |       |        |        |        |        |

### Interlandcarrière
Hoewel hij in Engeland geboren is, speelde George Thomas voor Welshe vertegenwoordigende jeugdelftallen. In 2018 debuteerde hij voor het Welsh voetbalelftal, in de met 0-0 gelijkgespeelde vriendschappelijke wedstrijd tegen Mexico. Hij kwam in de 64e minuut in het veld voor Harry Wilson.
| Interlands van George Thomas voor Wales | Interlands van George Thomas voor Wales | Interlands van George Thomas voor Wales | Interlands van George Thomas voor Wales | Interlands van George Thomas voor Wales | Interlands van George Thomas voor Wales |
| №                                       | Datum                                   | Wedstrijd                               | Uitslag                                 | Soort wedstrijd                         | Doelpunten                              |
| Als speler bij Leicester City FC        | Als speler bij Leicester City FC        | Als speler bij Leicester City FC        | Als speler bij Leicester City FC        | Als speler bij Leicester City FC        | Als speler bij Leicester City FC        |
| --------------------------------------- | --------------------------------------- | --------------------------------------- | --------------------------------------- | --------------------------------------- | --------------------------------------- |
| 1.                                      | 29 mei 2018                             | Mexico − Wales                          | 0 – 0                                   | Vriendschappelijk                       | 0                                       |
| Als speler bij Scunthorpe United FC     |                                         |                                         |                                         |                                         |                                         |
| 2.                                      | 16 oktober 2018                         | Ierland − Wales                         | 0 – 1                                   | UEFA Nations League 2018/19             | 0                                       |
| 3.                                      | 20 maart 2019                           | Wales − Trinidad en Tobago              | 1 – 0                                   | Vriendschappelijk                       | 0                                       |